# Smicrips
Smicrips – rodzaj chrząszczy z podrzędu wielożernych i rodziny Smicripidae. Obejmuje 9 opisanych gatunków. Współczesne zamieszkują strefy tropikalną i subtropikalną obu Ameryk, natomiast wymarłe znane są z Europy, z eocenu. Postacie dorosłe odżywiają się kwiatostanami.

## Morfologia

### Owad dorosły
Chrząszcze o ciele długości od 1 do 1,9 mm, umiarkowanie grzbietobrzusznie spłaszczonym, wydłużonym z równoległymi w zarysie bokami. Cechują się ubarwieniem pomarańczowobrązowym do ciemnobrunatnego, a najczęściej rudobrązowym. Wierzch ciała skąpo porasta delikatne, krótkie i jasne owłosienie.
Głowa jest prognatyczna, trójkątnawa w zarysie, nieprzewężona za oczami, o głęboko wciśniętym i wyraźnie łukowatym szwie epistomalnym, bardzo słabo wciśniętych i zredukowanych rowkach podczułkowych, zaopatrzona w małe, wyłupiaste, okrągłe oczy pozbawione szczecinek. Czułki buduje 11 członów, z których trzy ostatnie formują luźno zestawioną, często niesymetryczną buławkę. Szerszy niż dłuższy nadustek ma boczne krawędzie równoległe, a przednią krawędź ściętą, szeroko wklęśniętą lub wykrojoną. Wyraźnie od niego odgraniczona łukowatym szwem, wolna, poprzeczna warga górna ma wąsko zaokrągloną, ściętą lub szeroko wykrojoną krawędź przednią. Krótkie, szeroko trójkątne, zakrzywione żuwaczki mają dwu- lub wielozębne wierzchołki, zaopatrzone w dwa lub więcej ząbków krawędzie tnące, dobrze wykształcone mole i prosteki. Szczęki mają wykształcone żuwki wewnętrzne i niewykształcone żuwki zewnętrzne. Ostatni człon głaszczków szczękowych bywa walcowaty do wrzecionowatego. Warga dolna ma wydatny, co najwyżej lekko wcięty języczek, dwuczłonowe głaszczki wargowe, a bródkę dwukrotnie szerszą niż dłuższą, lekko na przedzie zwężoną i na odsiebnej krawędzi wykrojoną. Na szyi obecne są skleryty szyjne.
Długość przedplecza wynosi około 0,8 jego szerokości, która to z kolei jest równa lub nieco większa od szerokości głowy. Jest ono najszersze w pobliżu środka, ma rozwarte i zaokrąglone kąty przednie i tylne, lekko łukowate i nierozpłaszczone krawędzie boczne, pełne i niezmodyfikowane listewki boczne oraz niezmodyfikowaną, prawie prostą do równomiernie zaokrąglonej krawędź tylną. Tarczka jest dobrze wykształcona. Nieznacznie szersze od przedplecza pokrywy są od 1¼ do około 1,4 raza dłuższe niż razem szerokie, skrócone tak, że odsłaniają pygidium, a czasem i część propygidium, na szczycie ścięte do osobno zaokrąglonych, pozbawione rządka przytarczkowego i o co najwyżej u szczytu słabo widocznym rządku przyszwowym, punktowane bezładnie i niewyraźnie. Epipleury bywają od niemal niewidocznych do niekompletnych. Tylne skrzydła mają zredukowane użyłkowanie bez komórki klinowej i z co najwyżej szczątkową komórką radialną; płat analny nie występuje, a tylny brzeg skrzydeł jest skąpo porośnięty szczecinkami.
Przedpiersie jest lekko wypukłe przed poprzecznymi i szeroko od zewnątrz otwartymi panewkami bioder przednich. Krótki, stosunkowo szeroki wyrostek międzybiodrowy przedpiersia ma równoległe boki i trochę zachodzi na śródpiersie, które pośrodku przedniej krawędzi ma podtrzymującą go wypustkę. Panewki bioder środkowych są bocznie otwarte, okrągławe do lekko poprzecznych. Płaskie do lekko sklepionego zapiersie pobawione jest szwu poprzecznego i linii zabiodrowych. Metendosternit ma przeciętnych długości ramiona i wyrostek przedni. Poprzeczne panewki bioder tylnych rozstawione są od trzech do czterech razy szerszej niż środkowych. Odnóża są krótkie, o wąskich goleniach. Cztero- lub pięcioczłonowe stopy mają przedostatni człon zdrobniały, a ostatni wydłużony, co najmniej tak długi jak poprzednie razem wzięte, zaopatrzony w niezmodyfikowane pazurki.
Na spodzie odwłoka widocznych jest pięć sternitów, z których pierwszy pozbawiony jest linii zabiodrowych i wypuszcza ku przodowi szeroki, ścięty na szczycie wyrostek międzybiodrowy, a ostatni jest tak długi jak cztery pozostałe razem wzięte. Funkcjonalne przetchlinki umieszczone są w parach na segmentach od pierwszego do szóstego. Samiec ma częściowo odsłonięty ósmy tergit, a edeagus o symetrycznych, częściowo ze sobą, jak i z fallobazą zlanych paramerach oraz słabo zesklerotyzowanym płacie środkowym (prąciu). Pokładełko samicy ma częściowo zrośnięte ze sobą gonokoksyty i dobrze rozwinięte, przedwierzchołkowo umiejscowione styliki.

### Larwa
Larwa przypomina tę u pleszakowatych, łyszczynkowatych czy Laemophloeidae. Ciało ma grzbietobrzusznie spłaszczone, wydłużone z równoległymi w zarysie bokami, długości poniżej 3 mm. Oskórek bywa jasny do umiarkowanie pigmentowanego, zawsze pozbawiony jest guzków, a wszystkie szczecinki na jego powierzchni są niezmodyfikowane.
Głowa jest prognatyczna do lekko hipognatycznej, o V-kształtnych lub U-kształtnych szwach czołowych, zaopatrzona w jedną parę oczek larwalnych i trójczłonowe czułki, na tylnej krawędzi wyraźnie wykrojona. Warga górna jest duża i wolna. Symetryczne żuwaczki mają dwuzębne wierzchołki, jeden lub dwa zęby przedwierzchołkowe na krawędziach tnących oraz wyraźne mole, natomiast pozbawione są prostek. Szczęki mają wyraźnie wykształcone male o niezmodyfikowanych wierzchołkach ze szczecinkami lub kolcami oraz dwuczłonowe głaszczki, pozbawione są zaś kotwiczek. Warga dolna ma wyodrębnione przedbródek i zabródek oraz jednoczłonowe głaszczki, pozbawiona jest zaś języczka. Gula jest dłuższa niż szersza, a szwy gularne nie stykają się ze sobą.
Tułów ma zesklerotyzowane przedplecze oraz pozbawione sklerotyzacji śródplecze i zaplecze. Przedtułów jest szerszy od głowy. Pięcioczłonowe odnóża mają uda i golenie dłuższe niż szersze, a przedstopia z pojedynczą szczecinką.
Odwłok buduje dziesięć segmentów, z których ostatni jest od góry niewidoczny. Przetchlinki są pierścieniowate i niewyniesione. Na dziewiątym segmencie występują nieruchome, nieczłonowane, zagięte do góry urogomfy.

## Biologia i ekologia
Postacie dorosłe są antofagiczne i odżywiają się kwiatostanami okrytonasiennych. Do ich poznanych roślin żywicielskich należą bucja, kokosowiec i Sabal z rodziny arekowatych, opuncja z rodziny kaktusowatych, Havardia i Inga z rodziny bobowatych oraz męczennica z rodziny męczennicowatych. Poza tym postacie dorosłe spotyka się wśród listowia drzew i krzewów, w szczelinach kory, na trawach i roślinach zielnych, a nawet w gniazdach pszczół bezżądłowych z rodzaju Melipona.
Larwy są głównie mykofagiczne. Spotykane są wśród gnijącej materii roślinnej i w ściółce, zwykle w pobliżu roślin pokarmowych postaci dorosłych.

## Rozprzestrzenienie
Współcześnie przedstawiciele rodzaju występują w strefie podzwrotnikowej i międzyzwrotnikowej obu Ameryk. Na północy dochodzą do południowej Kalifornii, południowo-wschodnich Stanów Zjednoczonych i Bahamów. Obecni są w Meksyku, krajach Ameryki Centralnej, Wielkich Antylach, Małych Antylach oraz północnej i środkowej części Ameryki Południowej. Na południe sięgają do Boliwii i Argentyny. W eocenie występowali także w Europie. Jako że chrząszcze te są wyraźnie kriofobowe (unikają chłodnych środowisk), przypuszcza się, że do migracji między kontynentami europejskim i amerykańskim doszło w czasie jednego z eoceńskich optimów termicznych.

## Taksonomia i ewolucja
Pierwszy gatunek tych chrząszczy opisał w 1864 roku Andrew D. Murray pod nazwą Cercus exilis. W 1876 roku Edmund Reitter opisał nowy gatunek Tisophone hypocoproides, wprowadzając dla omawianego taksonu nazwę rodzajową Tisiphone, która jednak okazała się młodszym homonimem. Nazwę Smicrips wprowadził w 1878 roku John L. LeConte, a w 1879 roku George H. Horn utworzył od niej plemię Smicripini. David Sharp opisując w 1900 roku kilka gatunków wciąż używał nazwy Tisiphone i od niej utworzył podrodzinę Tisiphoninae. Rangę osobnej rodziny, Smicripidae, jako pierwsi nadali taksonowi obejmującemu rodzaj Smicrips Adam G. Böving i Frank C. Craighead w 1931 roku.
Do rodzaju tego zalicza się 9 opisanych gatunków:
- Smicrips chontalena (Sharp, 1900),
- Smicrips distans (Sharp, 1900),
- ✝Smicrips europeus Kirejtshuk et Nel, 2008[13],
- Smicrips exilis (Murray, 1864),
- ✝Smicrips fudalai Kupryjanowicz, Lyubarsky et Perkovsky, 2019[14],
- ✝Smicrips gorskii Bukejs et Kirejtshuk, 2015[15],
- Smicrips mexicana (Sharp, 1900),
- Smicrips palmicola LeConte, 1878,
- Smicrips texana (Casey, 1916).

Wiadomo jednak, że liczba gatunków współczesnych jest większa, obejmując zarówno te już odkryte i oczekujące formalnego opisu, jak i taksony jeszcze nieodkryte.
Zapis kopalny rodzaju pochodzi z eocenu z Europy. Inkluzje tych chrząszczy znajdywane są w bursztynie bałtyckim, rówieńskim oraz pochodzącym z francuskiego Oise. Najbliżej spokrewnionym z Smicrips znanym rodzajem jest Mesosmicrips, którego dwa gatunki odnaleziono wśród inkluzji w burmicie.